# Демаркационная линия (фильм)
«Демаркационная линия» (фр. La Ligne de démarcation) — фильм французского режиссёра Клода Шаброля, вышедший на экраны в 1966 году.
Шаброль написал сценарий по книге «Мемуары секретного агента Свободной Франции и Демаркационная линия» известного борца Французского сопротивления Жильбера Рено, которую он издал под псевдонимом Полковник Реми

## Сюжет
Действие картины происходит в 1941 году после капитуляции Франции во Второй мировой войне и разделения её на оккупационную зону немецких войск и марионеточное государство, управляемое режимом Виши. На границе двух территорий в горах Юра расположен небольшой городок, разделённый рекой, по которой проходит демаркационная линия. Фильм посвящён французам, которые помогали борцам Сопротивления и евреям перебираться через демаркационную линию, тем самым спасая их от преследований и смерти.
Французский офицер Пьер де Данвиль (Морис Роне) после поражения его армии отпущен немецкими войсками из плена и возвращается в родовой замок в этом городке, чтобы жить там тихой спокойной жизнью, и он не намерен участвовать в какой-либо дальнейшей борьбе с врагом. Но если Пьер смирился со своей участью, то его жена Мери (Джин Сиберг) готова рисковать жизнью ради свободы Франции, и начинает вести активную подпольную борьбу с оккупантами на стороне французского Движения сопротивления. После ареста жены, Пьер пересматривает своё отношение к происходящим событиям.
Это один из немногих французских фильмов, который показывает, что Движение сопротивления объединяло меньшую часть населения, а большинство людей смирились с нацистской оккупацией, довольствуясь тем, что у них есть хлеб и вино. Фильм показывает неоднородность французского общества, в том числе то, что среди французов были и откровенные предатели, и люди, преследующие корыстные цели. В частности, внутри группы сопротивления действует немецкий доносчик, а другой персонаж, делая вид, что помогает бойцам сопротивления, на деле приводит их к нацистам и присваивает все их имущество.
К достоинствам работы Шаброля в этом фильме относится скрупулёзное изучение жизни и быта небольшого провинциального городка (эту тему Шаброль продолжит в своих последующих лучших фильмах, таких как «Мясник»), мастерство саспенса в некоторых сценах, хорошая игра многочисленного актёрского состава и великолепно поданная красота Джин Сиберг. «Демаркационная линия» — вероятно, стал самой удачной картиной Шаброля переходного периода после фильма «Милашки» (1960) и вплоть до «Лани» (1968).

## В ролях
- Джин Сиберг — Мари, графиня де Данвиль
- Морис Роне — Пьер, граф де Данвиль
- Даниель Гелен — доктор Жак Лафайе
- Жак Перрен — Мишель, радист
- Стефан Одран — жена доктора Лафайе
- Райнхард Коллдехофф — майор фон Притч
- Клод Лавай — капитан Данкан Пресгрейв
- Роже Дюма — Шети, Пассер
- Жан Янн — Трико, учитель
- Ноэль Роквер — Эжен Менетру, владелец гостиницы
- Сильвен Жубер